# قرارداد آتی

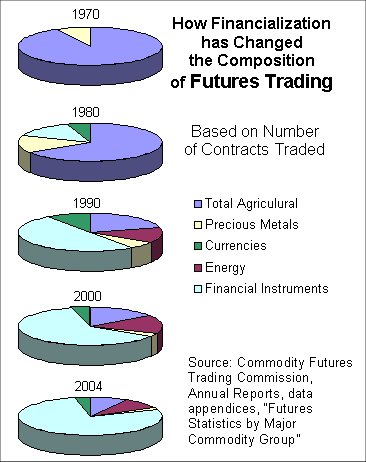
روند تکامل دادوستدهای آتی، با گذشت زمان

قرارداد آتی (به انگلیسی: Futures Contract) یا قرارداد آینده، یا به اصطلاح «فیوچر» نوعی قرارداد رسمی و استاندارد است که بین دو طرف بسته می‌شود و بر اساس آن توافق می‌کنند که یک دارایی مشخص را در تاریخ معینی در آینده و با قیمتی که امروز تعیین می‌شود، معامله کنند.
قرارداد آتی ابزاری قانونی و استاندارد برای خرید یا فروش دارایی‌هایی در آینده با قیمتی معین است. این ابزار برای: کاهش ریسک نوسان قیمت، فرصت کسب سود از پیش‌بینی قیمت، و استفاده از اهرم مالی، بسیار کاربردی است؛ البته همراه با ریسک و نیاز به دانش مالی دقیق‌.
این قرارداد معمولاً در بازارهای رسمی و تحت نظارت بورس‌ها انجام می‌شود و شامل کالاهایی مانند نفت، طلا، محصولات کشاورزی یا حتی شاخص‌های بورس و ارزهای خارجی می‌شود. قرارداد آتی را می‌توان نوعی «ابزار مشتقه» دانست، یعنی ارزش آن از ارزش یک دارایی دیگر گرفته می‌شود.
افراد و شرکت‌ها از این قراردادها برای مدیریت ریسک استفاده می‌کنند. برای مثال، یک کشاورز که نگران افت قیمت گندم در چند ماه آینده است، می‌تواند از حالا قرارداد آتی بفروشد تا قیمت گندم خود را تثبیت کند. از طرف دیگر، شرکت‌ها یا معامله‌گران حرفه‌ای نیز ممکن است از قراردادهای آتی برای سود بردن از نوسان قیمت‌ها استفاده کنند؛ یعنی اگر پیش‌بینی کنند که قیمت در آینده بالا می‌رود، از حالا قرارداد خرید امضا می‌کنند و در زمان افزایش قیمت، آن را با سود می‌فروشند.
یکی از ویژگی‌های مهم قراردادهای آتی این است که به صورت روزانه تسویه می‌شوند، یعنی سود یا ضرر طرفین در پایان هر روز محاسبه و اعمال می‌شود. به این سازوکار «مارک‌تو‌مارکت» گفته می‌شود. همچنین چون این قراردادها در بورس رسمی معامله می‌شوند، یک نهاد واسطه به نام «اتاق پایاپای» وجود دارد که ریسک عدم پرداخت یا تخلف را بسیار کاهش می‌دهد.
برخلاف قراردادهای خصوصی که بین دو نفر بدون نظارت بیرونی بسته می‌شوند (مثل پیمان آتی)، قراردادهای آتی شفاف، استاندارد و قابل معامله در بازار هستند. البته این معاملات بدون ریسک نیستند؛ چون معمولاً با استفاده از اهرم مالی انجام می‌شوند، یعنی معامله‌گر با پرداخت مبلغی کم می‌تواند معامله بزرگی انجام دهد. این مسئله باعث می‌شود اگر پیش‌بینی او اشتباه باشد، ضررهای بزرگی متحمل شود، حتی بیش از سرمایه اولیه‌اش.
در مجموع، قرارداد آتی ابزاری است برای کسانی که می‌خواهند ریسک آینده را کنترل کنند یا از نوسانات قیمت سود ببرند، اما ورود به این نوع معاملات نیاز به دانش، تحلیل و آمادگی روانی بالا دارد، زیرا همان‌قدر که می‌تواند سودآور باشد، می‌تواند زیان‌بار هم باشد.. در این قرارداد بر پایه عقد صلح، یک طرف (فروشنده) توافق می‌کند که در سررسید معین، مقدار مشخصی از کالا را در عوض قیمتی که اکنون تعیین می‌کنند، به طرف دیگر معامله آتی (خریدار) تحویل دهد.
قراردادهای آتی برای نخستین بار بر پایهٔ محصولات کشاورزی و بعدها بر پایهٔ منابع و مخازن طبیعی زیرزمینی مانند نفت خام و گاز طبیعی معامله می‌شدند. قراردادهای آتی بطور رسمی در سال ۱۹۷۲ وارد بازارهای مالی بین‌المللی شدند. در سالهای اخیر قراداد بر پایه‌های دیگر مانند ارز، نرخ بهره و یا شاخص‌های بازار سهام، بسیار متداول شده‌اند و امروزه نقش مهمی در کنترل ریسک‌های موجود در بازارهای مالی و اقتصادی ایفا می‌کنند.